# Giovanni Battista Trotti
Giovanni Battista Trotti, llamado il Malosso (Cremona, 1555 - Parma, 11 de junio de 1619) fue un pintor manierista italiano  cuya actividad se desarrolló en Piacenza, Parma, y Cremona, su ciudad natal.

## Biografía
En Cremona, fue alumno de Bernardino Campi, con cuya sobrina se casó, gracias a lo cual heredó el taller a la muerte del maestro. Pintó en el Palazzo del Giardino en Parma. Hay una Crucifixión suya en la catedral de Cremona; y una Santa María Egipciaca en la iglesia de San Pietro. Pintó también una Decapitación de San Juan Bautista para San Domenico de Cremona. Fue empleado de la corte de Parma, junto con Agostino Carracci; y como a Agostino no le gustaba el trabajo de Trotti se ganó el mote de II Malosso.
Otras pinturas suyas son: una Concepción para San Francesco Grande, de Piacenza y un Descendimiento de la Cruz para la Academia de Brera. Decoró al fresco la cúpula de San Abbondio, siguiendo diseño de Campi, y también el Palazzo del Giardino, en Parma. Fue recompensando con el título de Cavaliere. Una de sus últimas obras fue una Pietà (1607) para la iglesia de S. Giovanni Novo de Cremona. Entre sus discípulos son conocidos Cristoforo Augusta y Pietro Martire Neri.